# Невизначений інтеграл
Неви́значений інтегра́л для функції f — це сукупність усіх первісних цієї функції.
Завдання диференціального числення — обчислення похідної від заданої функції y = f(x). Завдання інтегрального числення протилежне: потрібно визначити функцію, похідна від якої відома. Основоположними поняттями інтегрального числення, є поняття первісної та невизначеного інтегралу.

## Застосування невизначених інтегралів
- у задачах про обчислення швидкості або прискорення руху тіла;
- у задачах про обчислення визначених інтегралів (див. формулу Ньютона-Лейбніца);
- для розв'язання диференціальних рівнянь.

## Невизначений інтеграл
{\displaystyle \int f(x)\,dx=F(x)+C,\quad x\in J,}
де C ∈ R — довільна стала.
Функція f називається підінтегральною функцією, f(x)dx — підінтегральним виразом, C  — сталою інтегрування, x — змінною інтегрування.
З геометричної точки зору, невизначений інтеграл — це сукупність (сімейство) ліній F(x) + C (див. Рис.).

## Властивості невизначеного інтеграла
З означень первісної та невизначеного інтеграла випливають наступні властивості (за умов існування первісних та похідних на інтервалі J):
{\displaystyle 1.\ {\frac {d}{dx}}\int f(x)\,dx=f(x),\quad x\in J;}
{\displaystyle 2.\ \int f'(x)\,dx=f(x)+C,\quad x\in J;}
{\displaystyle 3.\ \forall \,\alpha \in \mathbb {R} ,\ \alpha \neq 0:\quad \int \alpha f(x)\,dx=\alpha \int f(x)dx,\quad x\in J;}
{\displaystyle 4.\ \int (f_{1}(x)+f_{2}(x))\,dx=\int f_{1}(x)\,dx+\int f_{2}(x)\,dx,\quad x\in J.}

## Методи обчислення невизначених інтегралів
Для обчислення невизначених інтегралів використовуються
- Таблиця основних формул інтегрування
- Метод підстановки (або формула заміни змінної)
- Метод інтегрування частинами

За допомогою згаданих методів можна обчислювати невизначені інтеграли у вигляді скінченних комбінацій елементарних функцій.
Проте, не всі інтеграли можна виразити через елементарні функції. Відомо небагато класів функцій, інтегрування яких, у підсумку дає елементарні функції. До цих класів відносяться раціональні, тригонометричні, показникові функції та функції з радикалами.
Якщо ж інтеграл не можна виразити скінченною комбінацією елементарних функцій, тоді його розглядають як нову функцію (яка є інтегралом Рімана зі змінною верхнею межею інтегрування) і обчислюють за допомогою рядів або нескінченних добутків елементарних функцій.
Так, наприклад, інтеграли
{\displaystyle \int {\frac {1}{\ln x}}\,dx,\qquad \int e^{x^{2}}\,dx}
існують, проте через елементарні функції не виражаються.